# Nvidia Broadcast
NVIDIA Broadcast è un programma di IA avanzata utile per trasmissioni live stream e videoconferenze con voce e video. NVIDIA Broadcast è gratuito e open source, gestito da NVIDIA. Il programma dispone di supporto per Windows 10 e apposite schede grafiche NVIDIA GeForce 20 series, GeForce 30 series, TITAN RTX o versioni successive.

## Caratteristiche
NVIDIA Broadcast crea in pratica un home studio di trasmissione aggiornando telecamere e microfoni standard a dispositivi intelligenti di alta qualità con funzionalità IA. Migliora la qualità audio e video dal vivo con funzionalità IA come sfondi virtuali, inquadratura automatica della fotocamera e rimozione del rumore del microfono. Con il processore IA Tensor Core dedicato sulle schede GeForce 20 series, GeForce 30 series, la rete AI può eseguire effetti di alta qualità in tempo reale.

Quando non si trasmette, queste funzionalità possono essere utilizzate per migliorare le videoconferenze e la chat vocale, rendendo NVIDIA Broadcast uno strumento di intelligenza artificiale ideale per tutti.

## Funzionalità
La applicazioni di trasmissione NVIDIA includono:
Cancellazione del rumore: usa l'IA per eliminare il rumore di fondo dalla sorgente del segnale del microfono, come abbaiare o squillare. La rete IA può essere utilizzata anche nei feed audio in arrivo per filtrare quegli amici che insistono per non attivare la funzione push-to-talk.
Sfondo virtuale: usa l'IA per eliminare lo sfondo sorgente della webcam e sostituirlo con schermate di gioco, immagini o anche una leggera sfocatura.
Inquadratura automatica: usa l'intelligenza artificiale per monitorare il movimento della testa, il taglio e lo zoom, in modo che rimanga sempre a fuoco anche in piedi.
Nuovi sfondi virtuali e funzioni di inquadratura automatica verranno rilasciati nella versione Beta, in modo che la comunità possa sperimentare e fornirci feedback per migliorarli.

## Compatibilità Dispositivi
NVIDIA Broadcast è adatto per la maggior parte dei microfoni, altoparlanti, cuffie e webcam per PC. Questi includono gli ultimi modelli di produttori famosi:
- Logitech
- ElGato
- AverMedia
- Razer
- Asus
- HyperX
- SteelSeries
- Rode
- Bose

## Compatibilità Programmi
NVIDIA Broadcast è compatibile con varie applicazioni di trasmissione, videoconferenza e chat vocale. Questi includono:
- OBS Studio (Open Broadcaster Software)
- Streamlabs
- Xsplit
- Broadcaster
- Gamecaster
- HuYa
- DouYu
- Bilibili
- Discord
- TeamSpeak
- Skype
- Zoom
- Webex
- Microsoft Teams
- Slack
- Google Meet
- BlueJeans

## Requisiti di sistema
- GPU: NVIDIA GeForce 20 series, GeForce 30 series, TITAN RTX o versioni successive.
- RAM: 8 GB di RAM.
- Sistema Operativo: Windows 10 a 64-bit.
- Driver: 456.38 o superiore.
- CPU: raccomandate Intel Core i5 8600, AMD Ryzen r5 2600 o superiori.
- Connettività Internet durante l'installazione